# محمود الخضيري
محمود رضا عبد العزيز محمد الخضيري هو محام مصري ونائب سابق لرئيس محكمة النقض المصرية وأحد أفراد التيار الداعي لاستقلال القضاء عن السلطة التنفيذية والسياسيين في أعمالها. فاز بانتخابات مجلس الشعب المصري 2011-2012 في الدائرة الثانية بالإسكندرية.

## حياته
وُلد محمود رضا الخضيري يوم 13 يناير 1940 في مركز طهطا في سوهاج وحصل على ليسانس الحقوق سنة 1963 في كلية الحقوق في جامعة عين شمس وعُيِّن في النيابة في السنة ذاتها وتدرج في القضاء إلى أن أصبح نائب رئيس محكمة النقض، كما انتُخب رئيسًا لنادي قضاة الإسكندرية يوم 7 مايو 2004. تدرج في السلك القضائي حتى أصبح نائبًا لرئيس محكمة النقض، التي تعتبر أرفع المحاكم المصرية، وانتُخب رئيسًا لنادي قضاة الإسكندرية مطلع مايو/ أيار 2004.

## حركة استقلال القضاء
في 2005 كان الخضيري أحد أعضاء حركة بين قضاة مصريين لقت دعماً من جماعة الإخوان المسلمين طالبت بتعديل قانون السلطة القضائية في مصر لضمان استقلالها وتخليصها مما رآه أعضاء الحركة تدخلا من السلطة التنفيذية في أعمال القضاء وإفسادا لها. كان من أقطاب تلك الحركة كذلك زكريا عبد العزيز وهشام البسطويسي وحسام الغرياني وأحمد مكي ومحمود مكي.
في 20 سبتمبر 2009 استقال الخضيري من منصبه كرئيس دائرة الخميس المدنية في محكمة النقض بعد 46 عاما من الخدمة وقبل إحالة للتقاعد بأيام معدودة، مصرحا: «أعتبر أن استقالتي صرخة احتجاج في وجه الأوضاع الحالية بالقضاء، وأتمنى أن تحدث نوعاً من الجدية لإصلاحه»

## مؤلفاته
أصدر محمود الخضيري عدة مؤلفات منها «دراسة مقارنة بين الشريعة الإسلامية والقوانين الوضعية» و«دعوى صحة التعاقد ودعوى صحة التوقيع» و«تشريعات السلطة القضائية في دولة الإمارات العربية»، إضافة إلى عدد من الأبحاث منها بحث في عقد التأمين في ضوء الشريعة والقانون، منشور في مجلة المحاماة؛ وآخر في دور الخبير في الدعوى المدنية، منشور في مجلة الشريعة والقانون بالإمارات؛ ثالث حول أثر فرض الحراسة على تصرفات الحارس في المال موضع الحراسة، منشور في مجلة القضاة، كما دأب الخضيري على نشر مقالات رأي في صحف مصرية إبان أزمة القضاة ويعدها يتناول فيها ملابسات أزمة الفضاة وبعدها.

## بعد ثورة 25 يناير
بعد ثورة 25 يناير انتُخب الخضيري لعضوية مجلس الشعب عام 2011 عن الدائرة الثانية بمحافظة الإسكندرية، حيث أصبح رئيسًا للجنة التشريعية بالمجلس. إلا أن المجلس تم حله بقرار من المحكمة الدستورية العليا.
وبعد مظاهرات 30 يونيو 2013 وما تلاها من عزل الرئيس محمد مرسي أصدرت النيابة العامة قراراً بضبطه واحضاره هو وآخرين في يوم السبت 24 نوفمبر/ تشرين الثاني 2013، بتهمة القبض على محام واحتجازه لمدة ثلاثة أيام وتعذيبه وهتك عرضه وصعقه بالكهرباء داخل مقر إحدى شركات السياحة بميدان التحرير خلال ثورة 25 يناير، فقامت الشرطة بإلقاء القبض عليه أثناء تواجده بمنطقة سيدي جابر بالإسكندرية، ودفع محاميه محمد الدماطي أمام محكمة الجنايات بقوله: «إذا فرض جدلًا أن المتهمين قاموا بالتعدى على مواطن اشتبها بانتمائه لوزارة الداخلية فإنهم غير ملومين، وأن ذلك يعد مناصرًا للثورة». في حين استنكرالدكتور مصطفى النجار حبس المستشار محمود الخضيري وكتب في حسابه على فيس بوك: «اعتقال المستشار الخضيري وهو كهل مُسن بلا تهمة حقيقية ومعاملته مثل اللصوص والقتلة إهانة للقضاء والقضاة وإثارة للظنون حول انتقام سياسي من المعارضين»، وطالب النيابة العامة استدعائه للإدلاء بشهادته كشاهد عيان حول حقيقة الواقعة معلقا بقوله: «لو كان هناك بقية من عقل ما تجرأت السلطة في مصر على التورط في هذا العبث المفضوح».